# エイトビート (演劇ユニット)
エイトビート（えいとびーと）は、静岡を中心に活動している演劇チーム。
静岡市民文化会館ラウドヒル計画舞台作品の市民参加者から選抜された男性8人で構成される。メンバー全員が静岡県出身。
「芙蓉部隊」 や、「第五福竜丸事件」などに題材を取ったオリジナル作品を公演している。
いずれの作品も、社会派のテーマをベースとしながら、ダンスや殺陣などを織り込み朗らかな展開を基調とし、出演者らに近い、現代の若者の視点からテーマを見つめるスタイル。
各作品の総監督・プロデューサーはコンドルズの勝山康晴。

## 概要
静岡市民文化会館を拠点に市民参画による舞台作品づくりを目指すラウドヒル計画において、70人以上が出演する大型作品だけでなく、少人数に絞った作品制作を目指す為、当時の同計画参加者から8人の男性メンバーが選抜され、2016年度から本格的に活動を開始。
「ラウドヒル計画」の舞台作品は、すべて静岡にこだわったテーマを取り上げて構築されるオリジナルストーリー。「エイトビート」の作品は、より社会性のあるテーマがモチーフとなっている。
第一弾『スターダストメモリー』は、高校同窓の天文部OB会を舞台に、20代～30代の登場人物らが、抱いてきた夢と現実の狭間で葛藤や挫折に苦しみつつも明日へ歩み出す姿を描いた。
第二弾『BIRDMEN』は、第二次世界大戦中、藤枝基地（現:静浜基地）に実在した海軍航空隊芙蓉部隊を取り上げ、大戦末期の特攻命令を拒否して戦い続けた戦史を紹介。現代のゲーム会社で働く若者たちと2つの時代の物語を重ね、理不尽な環境に抗うそれぞれの信念を描いた。
第三弾『Five Star』は、第五福竜丸の被曝事件をベースとしている。一見、戦史と全く関わりのない現代のフランス料理店を舞台とし、開店準備に駆け回る若者らが主役。ある絵本作家の訪問から、彼らは次第に同事件が浮き彫りにした不合理を見つめ、人の未来についてそれぞれ思いを深めていく。
いずれの公演も、演出は河田園子。脚本は元花組芝居 大野裕明。ダンスシーン振付はCHAiroiPLIN スズキ拓朗。映像には奈良岡将英。イメージイラストはイラストレーターyazwoが担当。

## メンバー
- 豊福孝之
- 長島弘志
- 勝呂達基
- 大井理弘
- 金森恭平
- 登澤祐吾
- 岡野鷹也
- 大石樹

## 公演
2016年
- STAGE1.00『スターダストメモリー』（7月15日）

2017年
- STAGE1.01『スターダストメモリー』再演（5月3日）
- STAGE2.00『BIRDMEN』（12月1日〜2日）

2019年
- STAGE2.01『BIRDMEN』再演（3月20日〜21日）
- STAGE3.00『Five Star』（10月5日〜6日）

2020年
- STAGE3.01『Five Star』再演（3月28日）

※新型コロナウイルスの影響により公演中止
2021年
- STAGE3.01『Five Star』再演（3月20日〜21日）
- STAGE2.02『BIRDMEN』再々演（11月5日）

2022年
- ハイポジション×エイトビート『Kiss of Life』（3月26日〜27日）
- STAGE3.02『Five Star』再々演（9月4日）

2023年
- STAGE4.00『JUST A HERO』（1月21〜22日）
- ハイポジション×エイトビート『Kiss of Life 2023』（3月18日〜19日）
- STAGE3.03『Five Star』再々々演（11月3日）

2024年
- STAGE5.00『ROCK'N'ROLL STAR』（3月16〜17日）

## 出演

### イベント
2017年
- SBSラジオパーク（3月25日〜26日）※エイトビート出演は25日のみ
- 静岡まつり（3月31日〜4月2日）※エイトビート出演は31日のみ

2018年
- SBSラジオパーク（3月24日〜25日）

- うみえ〜る焼津 夏まつり（7月28日）

2019年
- SBS春まつり まちスタ（3月23日〜24日）

2022年
- 静岡市民文化会館ストリートピアノ×オーガニックカフェ・マルシェ にぎわい市場（12月10日）

2023年
- 静岡市 札の辻交差点 路上パフォーマンス（3月5日）

- アースデイあさはた2023（5月13日）

2025年
- 磯中ゆうきワンマンライブ「ISO LIVE TV' Special!」（1月26日）